# Hostal Sant Joan d'Arròs
L'Hostal Sant Joan d'Arròs és una obra de Vielha e Mijaran (Vall d'Aran) inclosa a l'Inventari del Patrimoni Arquitectònic de Catalunya.

## Descripció
Aigua amunt del riu Varradós en el brancal que duu a Vilamòs es troben les Bòrdes de Sant Joan d'Arròs, en un esglaó del vessant i orientada a migdia. En primer terme hi ha la borda, de secció rectangular, que aprofita el desnivell per aconseguir entrades diferenciades a peu pla per a l'estable i el "palhèr" en "penalèr". La façana de migdia presenta semblantment, obertures de fusta en les dues plantes (2-3) amb la particularitat que la primera i l'última tenen l'intradós retallat en forma d'arc. Un porxo cec amb un banc permet visualitzar l'interior de la capella, En la banda curta es troba un annex i sense solució de continuïtat una casa de secció quadrangular, amb una obertura de fusta en les dues plantes. Les cobertes d'encavallades de fusta i llosat de pissarra han estat restaurades de dos vessants, llevat de la casa que té quatre pales. En la terrassa contigua sobresurt una for agençada amb la pedra treballada d'un "rusquèr"

## Història
El qüestionari de Francisco de Zamora cosigna el Santuari de Varrados com Pertanyent als llocs d'Arròs i Vila, dotat d'una casa contigua per als arrendadors ermitans, d'uns quants prats i camps, i d'una estança per als sacerdots, els quals havien de cantar misa tots els diumenges des de l'estiu fins a primers de novembre. Llavors cercaven al patrocini d'aquest sant molts espanyols i francesos (1788). S'hi fa un aplec de molta anomenada el dilluns de Pentecosta.